# Bill Andrews (Filmarchitekt)
William Charles Andrews (* 21. Juli 1901 in London, England; † 28. Juli 1986 in Chiltern, Buckinghamshire, England) war ein britischer Filmarchitekt.

## Leben
William „Bill“ Andrews hatte in seiner Heimatstadt London zwei Kunstschulen besucht und war anschließend mit der eigenen Firma zeitweilig als Innenarchitekt mit der Ausgestaltung der Wohnräume des Buckingham Palace beschäftigt.
Über den Filmarchitekten Alfred Junge, dem er in den 1930er Jahren assistieren sollte, knüpfte Andrews 1932 erste Kontakte zum Kino. Andrews’ dortige Laufbahn startete er als Zeichner bei der Produktionsfirma Gaumont-British. Dort entwickelte er sich in den 40er und 50er Jahren zu einem führenden Gestalter gutbürgerlicher Unterhaltungskost. Andrews’ wichtigsten Designs entstanden für Herbert Wilcox’ gediegene, plüschige Gesellschaftsmelodramen und Zeitbilder. Weitere von Andrews betreute, bedeutende Großproduktionen waren die Anastasia-Biografie mit Ingrid Bergman und Stanley Kubricks Lolita-Verfilmung.
Im Alter von 70 Jahren zog sich William Andrews ins Privatleben zurück. Er starb eine Woche nach seinem 85. Geburtstag in der Grafschaft Buckinghamshire vor den Toren Londons.

## Filmografie
- 1942: The Day Will Dawn
- 1942: Squadron Leader X
- 1943: Yellow Canary
- 1943: Hotel Reserve
- 1944: Great Day
- 1944: Die Atlantik-Brücke (I Live in Grosvenor Square)
- 1945: Gaiety George
- 1946: Schicksal von gestern (Piccadilly Incident)
- 1947: Tödliches Geheimnis (Mine Own Executioner)
- 1947: Tanz in den Frühling (Spring in Park Lane)
- 1948: Elizabeth of Ladymead
- 1949: Odette
- 1950: Die schwarze Rose (The Black Rose)
- 1950: Der Mann aus dem Beiboot (Into the Blue)
- 1951: Florence Nightingale – Ein Leben für den Nächsten (Lady With a Lamp)
- 1951: Derby Day
- 1952: Trents letzter Fall (Trent’s Last Case)
- 1952: Die Bettleroper (The Beggar's Opera)
- 1953: Anna von Singapur (Laughing Anne)
- 1954: Scherereien mit seiner Lordschaft (Trouble in the Glen)
- 1955: King’s Rhapsody
- 1956: Anastasia
- 1956: Heiße Erde (Island in the Sun)
- 1958: Froschmann Crabb (The Silent Enemy)
- 1958: Des Pudels Kern (The Horse’s Mouth)
- 1959: Junger Mann aus gutem Haus (I’m All Right Jack)
- 1959: Das Haus der sieben Falken (The House of the Seven Hawks)
- 1960: Dentist in the Chair
- 1961: Die geheimnisvolle Insel (Mysterious Island)
- 1961: Lolita
- 1961: Wir alle sind verdammt
- 1962: Mein Schiff fährt zu Dir (Follow the Boys)
- 1964: Mörder ahoi!
- 1964: Die Morde des Herrn ABC
- 1965: Die große Flasche (The Early Bird)
- 1967: Sturm auf die eiserne Küste
- 1967: Das Millionending
- 1967: Tauchfahrt in die Hölle (Submarine X-1)
- 1968: Moskito-Bomber greifen an (Mosquito Squadron)
- 1968: Kapitän Nemo (Captain Nemo and the Underwater City)
- 1970: Inzest (My Lover, My Son)
- 1971: I Want What I Want